# Thor: The Dark World
Thor: The Dark World (literalment Thor: El món fosc) és una pel·lícula de superherois estatunidenca basada en el personatge homònim de Marvel Comics: Thor; produïda per Marvel Studios i distribuïda per Buena Vista Distribution. Es tracta de la seqüela del llargmetratge Thor (2011) i la vuitena entrega den l'Univers cinematogràfic de Marvel. Dirigida per Alan Taylor, que va donar vida al guió de Christopher Yost, Christopher Markus i Stephen McFeely, i produïda per Kevin Feige.

## Argument
Thor lluita per restaurar l'ordre a través de l'univers, però una antiga raça comandada per l'amenaçador Malekith torna per enfonsar l'univers en les tenebres. Contra un enemic que el mateix Odín i Asgard no poden resistir, Thor s'ha d'embarcar en el seu viatge més perillós fins al dia en què trobarà la Jane Foster i serà obligat a sacrificar-ho tot per salvar la humanitat.

## Repartiment
- Chris Hemsworth
- Natalie Portman
- Tom Hiddleston
- Anthony Hopkins
- Rene Russo
- Stellan Skarsgård
- Christopher Eccleston
- Kat Dennings
- Ray Stevenson
- Idris Elba
- Zachary Levi
- Tadanobu Asano
- Jaimie Alexander